# Douglas Corrigan
Douglas Corrigan (Galveston, Texas, 1907. január 22. – Santa Ana, Kalifornia, 1995. december 9.) amerikai pilóta. Elévülhetetlen hírnevet 1938-as repülőkalandjával szerzett magának, amikor az Atlanti-óceán átrepülésével próbálkozott, és útközben hatalmas problémái támadtak a navigációval kapcsolatban. Így igencsak meglepődött amikor 1938. július 18-án délután 3 óra körül Írország zöld dombjait pillantotta meg. Akciójáról első zavarában csak ennyit mondott: „Higgyék el, rendkívül meglepődtem, hogy Írország partjainál találtam magam.” Óriási tévedése miatt, az ír, és később az amerikai sajtó is a Wrong-way, azaz az eltévedt becenevet adta neki.